# Perdões
Perdões é uma cidade brasileira do estado de Minas Gerais. Situa-se na Região Geográfica Imediata de Lavras. É sede do distrito e do município de Perdões, com população (recenseada em 2022) de 21 384 habitantes.

## História
A capela de Bom Jesus dos Perdões, ao redor da qual se formou o arraial dos Perdões, foi edificada por iniciativa do Sargento Mor Romão Fagundes do Amaral e de Rubens Airão, na época da colonização, no século XVIII. Conta a tradição que Romão Fagundes, fugitivo da justiça, ofereceu a D. Maria I, em troca do seu perdão, um cacho de bananas todo em ouro maciço, originando-se, desse fato, a denominação de Perdões. O arraial de Bom Jesus dos Perdões figurava, em 1802, entre o termo da vila de São José, sendo elevado à categoria de freguesia em 18/5/1855, com o nome reduzido para Perdões. Foi criado o município em pela lei de 30/8/1911, desmembrado do de Lavras. Inspirando poetas e compositores, Perdões, situada entre vales e colinas.

## Geografia
Situa-se no km 677 da rodovia Fernão Dias, que liga a cidade de São Paulo a Belo Horizonte. É cortada pela Linha Tronco da antiga Rede Mineira de Viação, que liga a cidade de Araguari a Angra dos Reis. 